# Punta Médiane
La Punta Médiane o Pointe Médiane és una muntanya de 4.097 metres que es troba a la regió de l'Alta Savoia a França. Aquesta agulla forma part de l'aresta del Diable al Mont Blanc du Tacul.